# Maurizius Staerkle Drux
Maurizius Staerkle Drux (auch Staerkle-Drux; * 30. Juni 1988 in Köln) ist ein Schweizer Regisseur, Sound Designer und Produzent.

## Werdegang
Staerkle Drux wurde in Köln als Sohn der Kabarettistin Michaela Maria Drux und des Pantomimen Christoph Staerkle geboren und ist in Zürich aufgewachsen. Von 2008 bis 2012 absolvierte er ein Studium der Filmregie an der Zürcher Hochschule der Künste, das er 2012 mit dem Bachelor of Arts in Film abschloss.
Ab 2009 arbeitete er u. a. als Konzepter und Tonmeister; seit seinem Hochschulabschluss als Regisseur und Tongestalter. 2013 gründete er sein Unternehmen MAXDRUX & Co GmbH mit Sitz in Zürich und betreibt ein Tonstudio.

### Arbeit als Regisseur
Sein Dokumentarfilm Die Böhms – Architektur einer Familie von 2014, für den er den Architekten Gottfried Böhm und seine Familie über zwei Jahre mit der Kamera begleitete, gewann auf dem Internationalen Filmfestival in Leipzig den Dokumentarfilmpreis des Goethe-Instituts 2014. Darüber hinaus wurde er auf mehreren internationalen Festivals aufgeführt, u. a. am Internationalen Dokumentarfilmfestival München mit dem ersten Preis für den besten Nachwuchsstoff, an den Bozner Filmtagen mit dem Hauptpreis des Festivals, mit dem Prix du Jury am Festival International du Film sur l'Art (FIFA) und mit einer Lobenden Erwähnung am Filmfestival Max Ophüls Preis ausgezeichnet. Der Film gilt als einer der zuschauerstärksten Schweizer Dokumentarfilme im Deutschen Kino im Jahr 2015.
2022 erschien sein nächster Kinodokumentarfilm, Die Kunst der Stille (L'art du silence), der seine Premiere am Filmfestival Max Ophüls in Saarbrücken feierte, und unter anderem am Hot Docs Festival in Toronto gezeigt wurde. Die Kunst der Stille beschäftigt sich mit dem Leben und Schaffen des französischen Pantomimen Marcel Marceau.

### Arbeit als Sound Designer
Auch nach der Veröffentlichung seines ersten Filmes als Regisseur ist Maurizius Staerkle Drux als Sound Designer tätig. In dieser Funktion arbeitete er unter anderem mit Lorenz Merz, Lisa Blatter und Hannes Baumgartner zusammen, sowie wiederholt mit Jan Gassmann.

### Arbeit als Produzent
2020 gründet er gemeinsam mit der Produzentin Franziska Sonder und der Regisseurin und Dramaturgin Eva Vitija die Produktionsfirma Ensemble Film mit Sitz in Zürich, ab 2023 führt er sie gemeinsam mit Sonder. Seither ist er ebenfalls als Produzent von Kinodokumentarfilmen tätig. Bereits erschienen sind Loving Highsmith (2022) von Eva Vitija sowie Die Anhörung (2023) von Lisa Gehrig.

## Filmografie
(Quelle)

### Als Regisseur
- 2008: Paradeplatz (Kurzspielfilm)
- 2009: Mit Lied und Leid (Kurzdokumentarfilm)
- 2011: Zwischen Inseln – Mit Pippo Pollina & dem Jugend Sinfonieorchester durch Italien (Kinodokumentarfilm)
- 2013: Wenn der Vorhang fällt (Experimenteller Spielfilm)
- 2014: Die Böhms – Architektur einer Familie (Kinodokumentarfilm)
- 2022: Die Kunst der Stille (L’art du silence, Kinodokumentarfilm)

### Als Sound Designer
- 2013: Cherry Pie[5]
- 2015: Heimatland[6]
- 2015: Das Leben drehen – Wie mein Vater versuchte, das Glück festzuhalten[14]
- 2016: Europe, she loves[7]
- 2016: Skizzen von Lou[8]
- 2016: Marija[15]
- 2017: Vakuum[16]
- 2018: Der Läufer[9]
- 2022: 99 Moons[10]

### Als Produzent
- 2022: Loving Highsmith
- 2023: Die Anhörung (The Hearing)

## Auszeichnungen (Auswahl)
- Alexis Victor Thalberg Preis 2012 für Wenn der Vorhang fällt "1. Preis, Bester Dokumentarfilm"[17]
- Solothurner Filmtage, "Upcoming Talent" Nachwuchspreis 2014 der SUISSIMAGE/SSA für Wenn der Vorhang fällt[18]
- Internationales Leipziger Festival für Dokumentar- und Animationsfilm, "Dokumentarfilmpreis des Goethe Instituts" 2014 für Die Böhms – Architektur einer Familie[19]
- Festival international du film sur l'art (FIFA), "Prix du Jury" 2015 für Die Böhms – Architektur einer Familie / Concrete Love[20]
- Bozner Filmtage, "Preis der Stiftung Südtiroler Sparkasse" für den Besten Dokumentarfilm 2015 für Die Böhms – Architektur einer Familie[21]
- Filmfestival Max Ophüls Preis, "Lobende Erwähnung der Jury" 2014 für Die Böhms – Architektur einer Familie[22]
- Gold Panda Award "Best International Director" – International Sichuan Festival Chengdu (China) 2015 for CONCRETE LOVE – The Böhm Family[23]